# 本田勝裕
本田 勝裕（ほんだ かつひろ、1962年2月25日 - ）は、日本のキャリアソリューショニスト、キャリアデザイン講師。
愛称はポンタ。有限会社ポンタオフィス代表取締役。NPO法人ドットジェイピー顧問、シリコンバレー・ジャパン・ユニバーシティボードメンバー、甲南大学、北星学園大学、四天王寺大学でキャリアデザインの授業を受け持っている。元京都造形芸術大学教授。
FFS理論、ソリューションフォーカス、ビジネスコーチングを背景に、就職、起業、進学、デビューなどキャリアデザイン全般をテーマに活動している。大学での講演や授業以外にも、高校や若手社会人対象の研修も行う。キャリア支援ホームページ「ポンタのキャリアゼミ」や、17期にわたって学生とのメーリングリストを主宰している。シリコンバレー、東南アジアでの「ポンタキャリアスタディツアー」、徳島県上勝町での「キャリアキャンプ」や「ポンタキャリアカレッジ」を主宰している。

## 略歴
兵庫県川西市生まれ。1985年甲南大学経営学部経営学科卒業。1985年学生援護会に入社し、11年間『an』、『DODA』、『SALIDA』、『Be5』の編集及び企画業務に携わる。また、学生・OL 向けのイベント、セミナーもプロデュースした。1996年クリエテ関西（あまから手帖出版元）で広告企画部長を務め、1997年に独立。2005年1月11日有限会社ポンタオフィスを設立。

## 活動

### 主宰
- ポンタのキャリアゼミ 1998年〜2015年
- ポンタ・学生メーリングリスト 1998年〜2015年
- ポンタキャリアカレッジ 2008年〜2014年

### 講師
- 四天王寺大学 キャリアデザイン授業担当講師 2002年4月〜
- 甲南大学 キャリアデザイン授業担当講師「プラクティカル・キャリアデザイン」2005年4月〜
- 北星学園大学 キャリアデザイン授業講師「学びとキャリア形成」2008年4月～
- 龍谷大学 REC講師「起業家育成プログラム」2002年4月〜2006年3月
- 関西学院大学 非常勤講師「ビジネスプラン演習」2003年4月～2007年3月
- 同志社大学 リエゾンオフィス講師「起業家育成プログラム」2004年4月～2007年3月
- 厚生労働省 高校生対象「就職ガイダンス」メイン講師 2004年7月～2014年3月
- 龍谷大学 文学部非常勤講師「キャリア開発論」2005年4月〜2019年3月
- 京都造形芸術大学 教授 キャリア授業担当 2015年4月～2019年3月

## 著書

### 単著
- 『日本労働研究雑誌9月号』「クルタノシム就職活動、クルタノシム姿」 独立行政法人労働政策研究・研修機構 2005年9月

### 共著
- 『2010年度版・採用される履歴書エントリーシート実例集』櫻井照士共著 主婦の友社 2008年9月
- 『2007年度版・面接完全突破術』他著 主婦の友社 2005年8月

### 寄稿
- 『天職獲得ノート』小林惠智著 PHP研究所 2004年10月
- 『一流を育てる』朝日新聞be編集部著 晶文社 2003年8月